# Мона Кастен
Мона Кастен (нім. Mona Kasten, 1992, Гамбург, Німеччина) — німецька письменниця.

## Біографія
Мона Кастен вивчала бібліотечний та інформаційний менеджмент і з того часу працювала автором романів.
У червні 2018 року романи «Врятуй мене» та «Врятуй cебе» були першим і другим місцем у списку бестселерів у м'якій палітурці. На Франкфуртському книжковому ярмарку 2019 року Головна асоціація австрійської книготоргівлі присудила «Врятуй мене» платинову книгу. У 2020 році книга «Мрій знову» отримала нагороду за найкращий любовний роман від премії читачів LovelyBooks і посіла перше місце в списку бестселерів «Шпіґель» у категорії м'якої палітурки.
Актори Мілена Карас і Міхаель-Че Кох записали її романи у вигляді аудіокниг. На BookBeat Мона Кастен посіла перше місце серед авторів, які найчастіше слухають у 2020 році, завдяки аудіоадаптаціям її романів.
Станом на 2013 рік у неї був канал на YouTube під назвою Peachgalore, який вона зробила приватним наприкінці 2017 року.

## Екранізації
9 травня 2024 року серію «Макстон Холл» було випущено як серіал на Prime Video під назвою «Макстон-Холл – світ між нами». Головні ролі — Гаррієт Гербіг-Маттен у ролі Рубі та Даміан Хардунг у ролі Джеймса. Інші ролі: Бен Феліпе, Федя ван Хейт і Руна Грейнер.

### Окремі роботи
- Coldworth City. Droemer Knaur[de], München 2017, ISBN 978-3-426-52041-3.

### Серія «Тіньовий сон»
- Schattentraum — Hinter der Finsternis. CreateSpace Independent Publishing Platform[en], 2014, ISBN 978-1502841513.
- Schattentraum — Mitten im Zwielicht. CreateSpace Independent Publishing Platform, 2015, ISBN 978-1514625064.
- Schattentraum — Vor dem Lichtglanz. CreateSpace Independent Publishing Platform, 2015, ISBN 978-1530467020.

### Серія «Знову»
- Begin again. Bastei Lübbe[de], Köln 2017, ISBN 978-3-7363-0247-1.
- Trust again. Bastei Lübbe, Köln 2017, ISBN 978-3-7363-0249-5.
- Feel again. Bastei Lübbe, Köln 2017, ISBN 978-3-7363-0472-7.
- Hope again. Bastei Lübbe, Köln 2019, ISBN 978-3-7363-0834-3.
- Dream again. Bastei Lübbe, Köln 2020, ISBN 978-3-7363-1187-9.

### Серія «Макстон-Холл»
- Save me. Bastei Lübbe, Köln 2018, ISBN 978-3-7363-0643-1.
- Save you. Bastei Lübbe, Köln 2018, ISBN 978-3-7363-0674-5.
- Save us. Bastei Lübbe, Köln 2018, ISBN 978-3-7363-0671-4.

### Серія «Багряна вдача»
- Lonely Heart. LYX, Köln 2022, ISBN 978-3-7363-1900-4.
- Fragile Heart. LYX, Köln 2022, ISBN 978-3-7363-1960-8.

### Переклади українською
- Мона Кастен (2020). Врятуй мене. Переклад: Марія Вачко. Bookchef. с. 368. ISBN 9789669932952.
- Мона Кастен (2021). Врятуй себе. Переклад: Ангеліна Колодніцька. Bookchef. с. 304. ISBN 9789669937131.
- Мона Кастен (2022). Врятуй нас. Переклад: Ангеліна Колодніцька. Bookchef. с. 304. ISBN 9789669939890.

## Нагороди
- 2016 LovelyBooks, читацька премія в номінації Любовний роман за Begin Again
- 2017 LovelyBooks, читацька премія в номінації Любовний роман за Trust Again
- 2018 LovelyBooks, читацька премія в номінації Любовний роман за Врятуй мене
- 2019 LovelyBooks, читацька премія в номінації Любовний роман за Hope Again
- 2019 Нагорода Platinbuch від Головної асоціації австрійської книготоргівлі за Врятуй мене
- 2020 LovelyBooks, Золота читацька премія в номінації Любовний роман за Dream Again
- 2022 LovelyBooks, Срібна нагорода спільноти в категорії Любовний роман за Lonely Heart
- 2022 LovelyBooks, Золота нагорода спільноти в категорії Найкраща обкладинка книги за Lonely Heart
- 2023 LovelyBooks Community Award[de], золото в категорії Любовний роман за Fragile Heart.[8]